# Olímpia (São Paulo)
Olímpia é um município brasileiro no interior do estado de São Paulo, Região Sudeste do país. Localiza-se no norte paulista e integra a Região Metropolitana de São José do Rio Preto. Ocupa uma área de 802,555 km², sendo que 20,3 km² estão em perímetro urbano, e sua população foi auferida em 55 075 habitantes no Censo 2022. O município é formado pela sede e pelos distritos de Baguaçu e Ribeiro dos Santos.
É conhecida popularmente como a "Capital Nacional do Folclore", pelo Festival do Folclore, onde grupos de vários estados do país se reúnem para mostrar danças típicas de suas regiões, e por "Cidade Menina Moça".
Conhecida como Estância Turística e um dos principais destinos turísticos do Brasil, o turismo é o setor mais importante da economia da cidade, sendo reconhecida nacional e internacionalmente por suas águas termais e por seus parques aquáticos como o Thermas dos Laranjais e Hot Beach, que atraem, anualmente, mais de 4,8 milhões de turistas, o que garantiu a cidade o título de "Orlando Brasileira".

## Estância turística
Em julho de 2014, foi aprovado pela Assembleia Legislativa do Estado de São Paulo e sancionado pelo Governador de São Paulo o projeto de lei que transforma Olímpia em Estância Turística. Com tal título, Olímpia passa a ser beneficiada pelo repasse de verbas do DADE - Departamento de Apoio ao Desenvolvimento das Estâncias Turísticas -, cuja principal finalidade é o desenvolvimento de infraestrutura da cidade, a fim de melhor atender olimpienses e turistas.

## História

### Período pré-colonial: os primeiros habitantes de Olímpia
Os primeiros indícios da presença humana no território paulista datam de um período entre 11 e 7 mil anos atrás, de acordo com as pesquisas arqueológicas mais recentes. No vale do rio Pardo, datações obtidas no sítio Corredeira (localizado no município de Serra Azul) apontam para uma ocupação entre 3.440 ± 40 AP e 1.690± 50 AP, sendo este um importante eixo de penetração no Planalto Paulista. Essas primeiras populações indígenas eram nômades, estabelecendo pequenos acampamentos em ambientes bastante diversificados, como planícies fluviais e topos de vertente de morros. Subsistiam da caça e coleta, o que demandava uma diversidade de artefatos líticos produzidos pela técnica de lascamento, preferencialmente confeccionados em arenito silicificado, sílex, quartzo, calcedônia, entre outras rochas. Esses vestígios identificados em São Paulo, bem como nos estados da Região Sul, são geralmente associados às tradições tecnológicas Humaitá e Umbu.
Há cerca de dois mil anos, os tupi-guaranis, vindos da Amazônia, migraram para todo o litoral brasileiro e diversos rios da Bacia do Prata. Esses povos amazônicos, por serem grupos de maior densidade populacional, começaram a sobrepujar ou integrar as antigas populações caçadoras-coletoras da bacia hidrográfica do rio Grande, introduzindo a agricultura do milho, mandioca e outros cultivares na região. Essas populações também foram pioneiras no uso e produção de cerâmica, novidade tecnológica que facilitava o armazenamento de alimentos. Das diversas tradições tecnológicas ceramistas conhecidas, ao menos três já foram identificadas em sítios arqueológicos localizados em Olímpia: Tupiguarani, Aratu-Sapucaí e Uru.
É o caso do sítio Cemitério Maranata, identificado em 1993 às margens do Ribeirão Olhos d’Água, aonde foram identificadas urnas funerárias associadas às tradições Tupiguarani e Aratu-Sapucaí; do sítio Olímpia IV, aonde foram descobertas ferramentas de pedra e fragmentos de cerâmica Tupiguarani; e sítio Olímpia VII, também composto por instrumentos líticos e fragmentos cerâmicos, embora associados à tradição Uru. Além disso, também foram identificados testemunhos arqueológicos da presença indígena em Olímpia nos sítios Olímpia I, Olímpia II, Olímpia III, Olímpia V, Olímpia VI e Rio Cachoeirinha II.
Essa diversidade de tipos de cerâmica, variando em estilos decorativos, formatos e até processo produtivo, provavelmente indica que a bacia hidrográfica do rio Grande congregava uma grande variedade de culturas de povos ameríndios, ancestrais dos indígenas falantes de idiomas dos troncos linguísticos macro-jê e tupi-guarani. Em períodos mais recentes, já após o início do processo de colonização portuguesa, há registro da presença dos caiapós entre os rios Grande e Pardo, embora as poucas fontes disponíveis impeçam uma descrição mais detalhada desse cenário demográfico.
Os primeiros contatos dos caiapós com os portugueses se deram por meio das expedições de bandeirantes, entre os séculos XVI e XVII, as quais atravessavam o sertão em busca de escravos e jazidas de metais preciosos. Alguns pesquisadores afirmam que a relação entre os caiapós e colonos teria sido amistosa até a primeira metade do século XVIII, com os primeiros inclusive aprisionando e fornecendo índios inimigos para que servissem de mão-de-obra escrava nas vilas e povoados dos bandeirantes. Com o avanço português em direção a Minas Gerais e à Região Centro-Oeste, as interações tornaram-se cada vez mais tensas por toda a área da bacia do Rio Grande, utilizada pelos colonos para alcançar as minas de ouro recém-descobertas. São numeroso os relatos históricos que descrevem os caiapós como guerreiros temíveis, resistindo ferozmente ao avanço lusitano sobre seus territórios. Contudo, as contínuas guerras e a susceptibilidade a doenças trazidas pelos europeus, como a varíola e a gripe, acabaram por diminuir drasticamente a capacidade de resistência das tribos caiapós. Ao fim do século XVIII, a maior parte dessa população já havia falecido em decorrência dos conflitos e epidemias ou sido expulsa para regiões mais interioranas do Brasil.
Quando Olímpia foi ocupada por mineiros, em meados do século XIX, muitos dos sitiantes se estabeleceram em localidades anteriormente ocupadas por grupos indígenas, provavelmente pela disponibilidade de recursos, como acesso aos ribeirões e fertilidade das terras. Testemunhos materiais dessas reocupações já foram observados em três sítios arqueológicos de Olímpia – RPMA 02, Limoeiro e Rio Cachoeirinha I –, todos apresentando ruínas de antigas estruturas coloniais, bem como fragmentos de cerâmica e ferramentas de rochas de origem ameríndia.
No caso de Olímpia, a etnia indígena predominante era a dos guaranis. No território municipal, os remanescentes desses indígenas incluem aldeias destruídas ou semidestruídas, panelas, potes, vasos, urnas funerárias e antigos cemitérios. No local em que hoje fica a sede municipal, havia uma grande taba. Com a geada e o posterior grande incêndio na região em 1870, os guaranis de Olímpia retiraram-se para as margens do Rio Tietê.

### Século XIX: Início do povoamento do município
Apesar da passagem ocasional de bandeirantes para o reconhecimento de território e apresamento de indígenas, o povoamento colonial na região entre os rios Pardo e Grande se deu de forma bastante esparsa até as primeiras décadas do século XIX. Com o esgotamento de muitas lavras de ouro em Minas Gerais, muitos mineiros abandonaram os antes prósperos arraiais. Conhecidos nas fontes históricas da época como “entrantes”, muitos optaram por se instalar em terras pouco desbravadas do norte e leste de São Paulo, dedicando-se à agropecuária. Esse processo levou a fundação de diversos povoados no nordeste paulista, que originaram cidades atuais como Franca, Ribeirão Preto e Barretos.
A região de Olímpia começou a ser povoada nesse contexto, em meados do século XIX. A primeira onda de ocupação foi de migrantes vindos de Minas Gerais, que seguiram o curso do Rio Grande até chegarem à região do município, ali criando fazendas.
Segundo relatos, o primeiro a se fixar no território municipal foi Antônio Joaquim Miguel dos Santos, mineiro de Caldas, por volta de 1857, juntamente de sua família e de 60 negros escravizados. Ao se estabelecer, Antônio batizou a região de "Sertão dos Olhos d'Água" e a sua fazenda de "Olhos d'Água", devido ao grande número de nascentes ali existentes, haja vista que o território olimpiense é atravessada pelos rios Turvo e Cachoeirinha, além de cerca de sessenta córregos, incluindo o Ribeirão Olhos d'Água, que atravessa a área urbana. Na ocasião, Antônio também mandou erguer um cruzeiro e construir uma grande casa de pau-a-pique enquanto sede de sua fazenda, razão pela qual o local também ficou inicialmente conhecido como “Taperão”.
O isolamento das fazendas fazia com que os moradores tivessem que suprir a maior parte de suas necessidades, ao mesmo tempo em que os caminhos precários desestimulavam uma maior produção agropecuária. Nas últimas décadas do século XIX, mais famílias, vindas sobretudo de Minas Gerais e de outras partes do Nordeste Paulista, como Ribeirão Preto e Sertãozinho, se fixaram na região de Olímpia. Com isso, novos povoados surgiram ali, como Baguaçu.
Com o crescimento da população e também das necessidades de se organizar coletivamente, surgiu o desejo dos moradores da região de fundar um povoado. Dessa forma, não seria necessário o deslocamento para centros regionais – como Rio Preto, Barretos e Jaboticabal – para resolver questões legais, religiosas ou mesmo econômicas.
Por volta de 1896, chegaram a Barretos dois engenheiros - o escocês Robert John Reid e o inglês William Leatherbarrow -, para fazer a divisão de fazendas da região.

### Século XX - Fundação e desenvolvimento do município
Em 2 de março de 1903, após a divisão da Fazenda Olhos d'Água, foi realizada uma doação de 100 alqueires de terras para a constituição do Patrimônio de São João Batista dos Olhos d´Água, que atualmente correspondem à área entre a Rua Benjamin Constant, Avenida Mário Vieira Marcondes, Rua Síria, Avenida Waldemar Lopes Ferraz, Rua Dr. Antônio Olímpio e Avenida Dr. Andrade e Silva. De acordo com uma escritura pública lavrada em 9 de julho daquele mesmo ano, Antônio Joaquim Miguel dos Santos, Francisco dos Reis, Inácia Ana de Jesus, Miguel Antônio dos Reis, Carolina Luzia e Maria Generosa de Jesus e outros povoadores foram responsáveis pela doação de vários lotes de terra para a formação do Patrimônio, o qual ficou sob administração do Bispado de São Carlos em um primeiro momento. Naquele mesmo dia 2 de março de 1903, foi levantado um cruzeiro, por iniciativa do engenheiro escocês Robert John Reid e habitantes da beira do Ribeirão Olhos d’Água.
O povoado de São João Batista dos Olhos d´Água foi feito como uma cidade planejada, tendo como engenheiros formuladores Reid e Leatherbarrow, e surgiu no contexto de ocupação recente do oeste e norte paulista, a partir da expansão das lavouras de café e ferrovias no final do século XIX e início do XX. Em formato de xadrez, o planejamento urbano de Olímpia previa ruas cortando-se em ângulos retos, com todas as quadras apresentando as mesmas dimensões, sendo utilizado o Ribeirão Olhos D’Água como eixo para o traçado das vias.
São João Batista dos Olhos d´Água foi elevada à categoria de distrito de Barretos, com o nome de Vila Olímpia, em 18 de dezembro de 1906, pela Lei Estadual nº 1035, sendo a sede distrital elevada à categoria de vila pela Lei Estadual n.º 1038, de 19 de dezembro do mesmo ano. O processo para o estabelecimento do distrito e para elevação à categoria de vila teve o apoio do político Antônio Olímpio Rodrigues Vieira, compadre e amigo do Engenheiro Reid. A filha de Antônio Olímpio, Maria Olímpia, deu nome à localidade e posteriormente ao município.
A cidade se desenvolveu graças à economia cafeeira e à expansão das ferrovias pelo oeste e norte de São Paulo, que tinham como objetivo principal o escoamento desse cultivar produzido no interior do estado. Atraídas pelo cultivo do café e pela fama da riqueza e fertilidade das terras, muitas pessoas migraram para Olímpia. Grande parte delas eram imigrantes, sobretudo italianos e espanhóis, mas também portugueses e sírios. Chegavam também brasileiros, vindos de Minas Gerais, da Bahia e de outras partes de São Paulo.
A estrada de ferro chegou ao distrito de Vila Olímpia em 1914, parte do ramal da Companhia Estrada de Ferro São Paulo-Goiás. Nesse ano, duas estações foram inauguradas: Alvora e Villa Olímpia, localizada na área urbana do distrito. Esta última estação permaneceu como última parada dessa ferrovia até 1931, quando foi construída a estação de Ribeiro dos Santos (também localizada em Olímpia) e Nova Granada, o novo ponto final da linha férrea. Entre as décadas de 1920 e 1930, ocorreu também a construção de uma nova estação ferroviária na área urbana de Olímpia, embora preservando o prédio anterior. Nas décadas seguintes, o prédio original serviu como armazém de bagagens, de sacas de café e até como moradia.
Com o crescimento econômico e demográfico do distrito de Vila Olímpia, este foi desmembrado de Barretos em 7 de dezembro de 1917, através da Lei Estadual nº 1571, que também concedeu foros de cidade à Sede Municipal. A instalação do município de Olímpia verificou-se em 7 de abril de 1918, com a formação oficial da comarca datando de 19 de dezembro de 1919, através da Lei Estadual n° 1689.

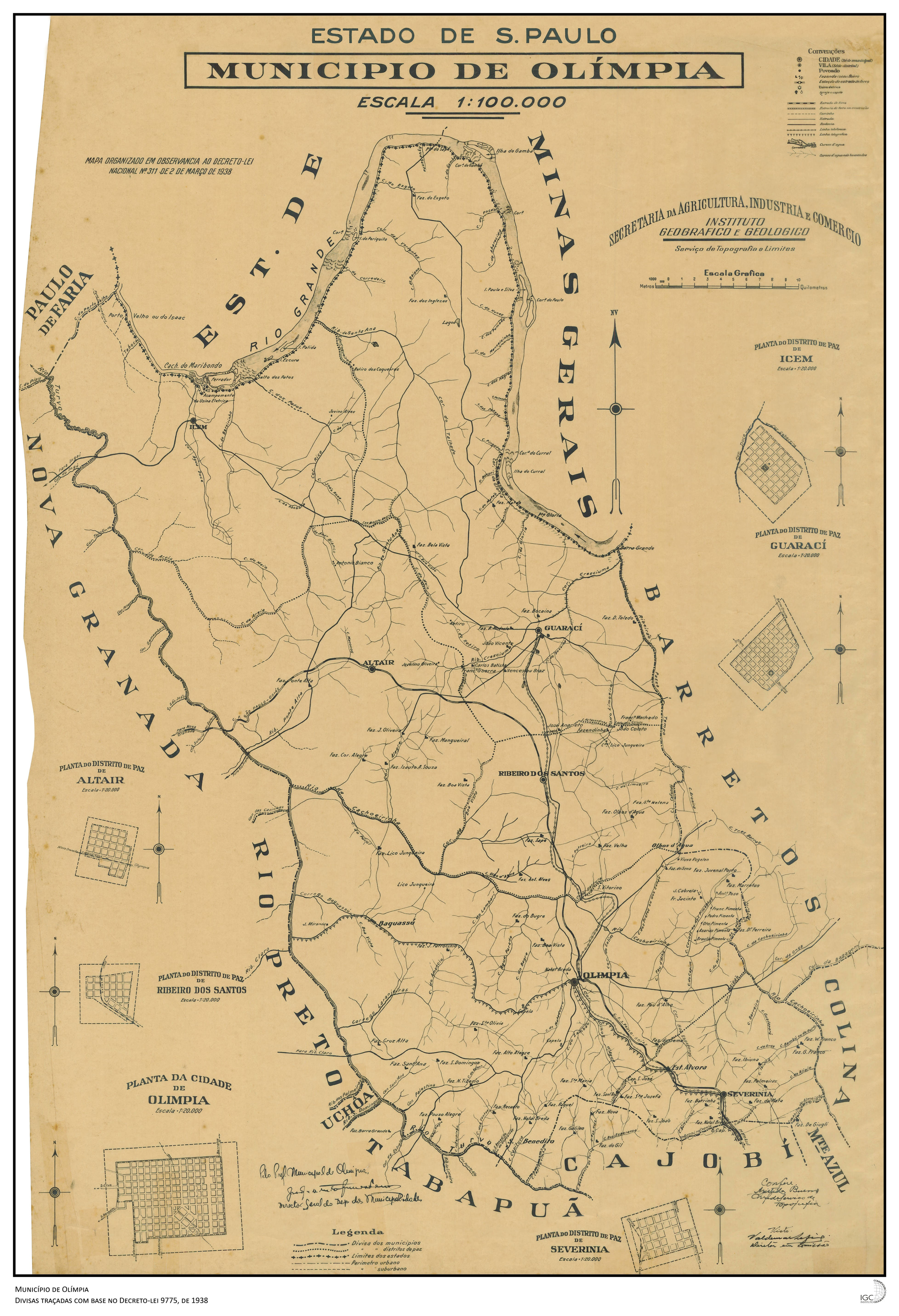
Mapa de Olímpia (1938).

Nessa época, a empresa responsável pela operação da ferrovia já era a Companhia Ferroviária São Paulo-Goiás, assumindo a massa falida da empresa anterior. Partindo de Bebedouro até Nova Granada, o objetivo desse ramal permanecia o mesmo: escoar a produção cafeeira e oferecer uma nova via de comunicação à região. Contudo, a década de 1930 foi um período em que o “boom” cafeicultor já dava sinais claros de desgaste em todo o estado de São Paulo. Em 1950, o chamado ramal de Nova Granada foi novamente adquirido por uma nova empresa, dessa vez a Companhia Paulista de Estradas de Ferro, embora o trecho tenha sido permanentemente desativado em 1969.
A recuperação econômica de Olímpia após o declínio da cafeicultura, na primeira metade do século XX, foi bastante gradual, levando alguns autores a inclusive identificar uma relativa estagnação do município. Ao mesmo tempo, parte da população anteriormente envolvida com o plantio do café eventualmente migrou para outras frentes de expansão, como o norte do Paraná. Em decorrência disso, a área urbana de Olímpia tornou-se uma espécie de centro mercantil para as pequenas vilas e povoados dentro dos limites territoriais do município, enquanto a produção agrícola foi obrigada a se diversificar. Para além do café, nessa época ganhou protagonismo culturas como algodão, arroz, milho, cana-de-açúcar e o cultivo de hortaliças, além da criação de gado bovino e suíno. Ao mesmo tempo, em Olímpia surgiram pequenas indústrias, quase sempre voltadas para suprir demandas locais ou regionais.
Em 1965, graças à iniciativa do professor José Sant’Anna, se realizou a primeira edição do Festival de Folclore de Olímpia, no qual se apresentam grupos folclóricos de todo o país, que mostram as suas tradições culturais.
Na década de 1970, a citricultura alcançou a região de Olímpia e se tornou uma importante fonte de renda para o município. Na década seguinte, com as geadas na Flórida, importante região produtora desse fruto, houve um aumento na demanda e nos preços da laranja brasileira, estimulando a citricultura paulista. Junto com o cultivo desse cítrico, houve um aquecimento do comércio e reformas urbanas em Olímpia. No final da década de 1980 e início da década de 1990, com a recuperação das lavouras da Flórida e a diminuição do preço da laranja brasileira devido à alta oferta, esse cultivo na região foi substituído pelo de açúcar.
Na década de 1950, a Petrobras realizou uma prospecção de petróleo no município, não encontrando o óleo, mas sim águas quentes, recurso natural que seria aproveitado décadas depois, com a criação do Thermas dos Laranjais, em 1987. Inicialmente concebido como um clube, o Thermas evoluiu para se tornar o maior parque aquático do país e um dos mais visitados do mundo. Desse modo, nos anos 1980 e 1990, o turismo se tornou uma importante fonte de renda e empregos para Olímpia, impulsionando a abertura de hotéis, resorts e o desenvolvimento de uma ampla infraestrutura turística. Mais recentemente, têm sido criados atrativos "secos", para diversificar o turismo olimpiense. Atualmente, a cidade é conhecida como a "Orlando brasileira", tendo recebido, em 2023, segundo os dados da Prefeitura, o número recorde de 4,8 milhões de turistas.
Parte da história de Olímpia também pode ser observada nas edificações tombadas enquanto patrimônio histórico pelo Conselho Municipal de Defesa do Patrimônio Histórico, Artístico, Cultural e Turístico (COMDEPHACT). É o caso do prédio da Beneficência Portuguesa, construído em 1921, no auge da cafeicultura em Olímpia. A outra edificação tombada pelo município é a antiga estação ferroviária, representativa do período em que Olímpia fez parte do amplo sistema de linhas férreas que atravessava o estado de São Paulo.

## Geografia
Olímpia está localizada entre o noroeste e o nordeste do estado de São Paulo, a uma distância de 430 km da sua capital, São Paulo. Possui uma área de 803 km² e dois distritos: ao norte o de Ribeiro dos Santos e a oeste o de Baguaçu.

### Hidrografia
- Rio Turvo
- Rio Cachoeirinha
- Ribeirão Olhos d'Água

### Clima
| Dados climatológicos para Olímpia | Dados climatológicos para Olímpia | Dados climatológicos para Olímpia | Dados climatológicos para Olímpia | Dados climatológicos para Olímpia | Dados climatológicos para Olímpia | Dados climatológicos para Olímpia | Dados climatológicos para Olímpia | Dados climatológicos para Olímpia | Dados climatológicos para Olímpia | Dados climatológicos para Olímpia | Dados climatológicos para Olímpia | Dados climatológicos para Olímpia | Dados climatológicos para Olímpia |
| Mês                               | Jan                               | Fev                               | Mar                               | Abr                               | Mai                               | Jun                               | Jul                               | Ago                               | Set                               | Out                               | Nov                               | Dez                               | Ano                               |
| --------------------------------- | --------------------------------- | --------------------------------- | --------------------------------- | --------------------------------- | --------------------------------- | --------------------------------- | --------------------------------- | --------------------------------- | --------------------------------- | --------------------------------- | --------------------------------- | --------------------------------- | --------------------------------- |
| Temperatura máxima média (°C)     | 28                                | 28                                | 28                                | 28                                | 26                                | 27                                | 28                                | 31                                | 33                                | 33                                | 32                                | 30                                | 29,33                             |
| Temperatura média (°C)            | 24,5                              | 24,5                              | 24,5                              | 23,5                              | 21                                | 21,5                              | 22                                | 25                                | 27                                | 27,5                              | 27                                | 26                                | 24,5                              |
| Temperatura mínima média (°C)     | 21                                | 21                                | 21                                | 19                                | 16                                | 16                                | 16                                | 19                                | 21                                | 22                                | 22                                | 22                                | 19,66                             |
| Chuva (mm)                        | 279                               | 202                               | 165                               | 76                                | 54                                | 24                                | 17                                | 24                                | 56                                | 100                               | 143                               | 230                               | 1 370                             |
| Fonte: Climatempo.                |                                   |                                   |                                   |                                   |                                   |                                   |                                   |                                   |                                   |                                   |                                   |                                   |                                   |

## Demografia

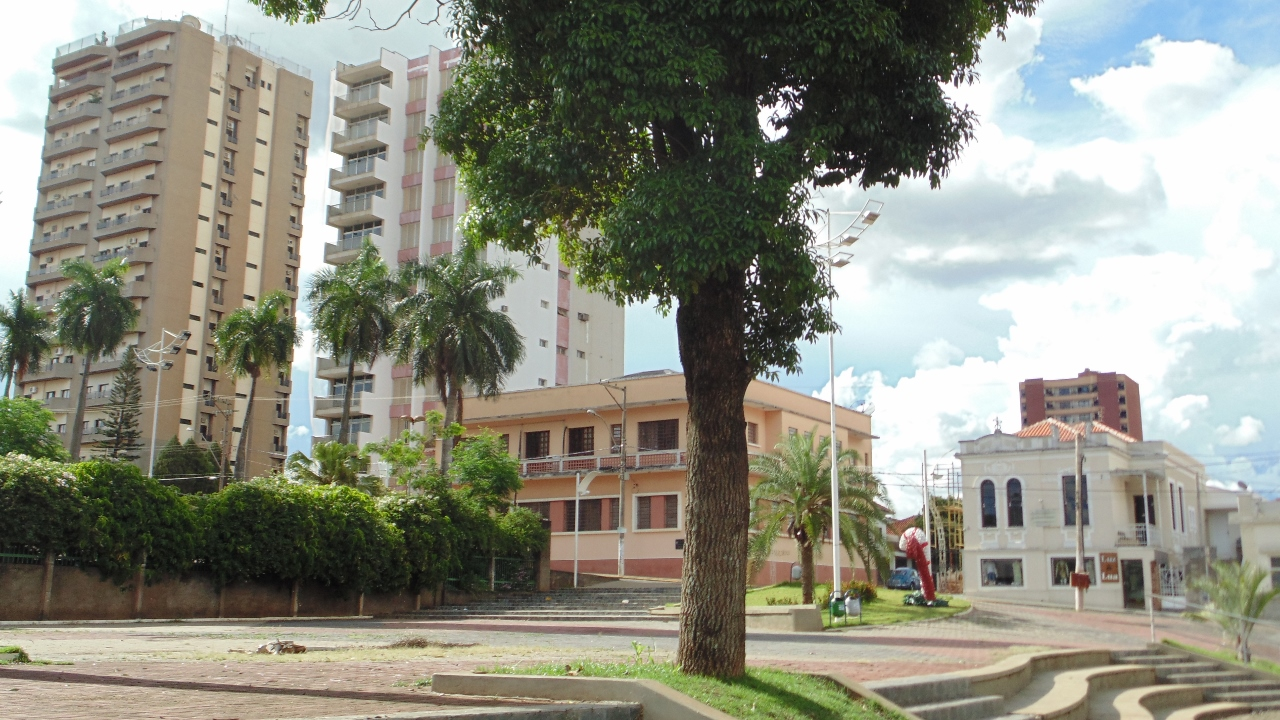
Centro de Olímpia.

### População
| Crescimento populacional                             | Crescimento populacional | Crescimento populacional | Crescimento populacional |
| Ano                                                  | População Total          |                          | %±                       |
| ---------------------------------------------------- | ------------------------ | ------------------------ | ------------------------ |
| 1920                                                 | 45 046                   |                          | —                        |
| 1925                                                 | 54 068                   |                          | 20,0%                    |
| 1934                                                 | 48 449                   |                          | −10,4%                   |
| 1937                                                 | 51 796                   |                          | 6,9%                     |
| 1940                                                 | 50 697                   |                          | −2,1%                    |
| 1946                                                 | 45 141                   |                          | −11,0%                   |
| 1950                                                 | 37 906                   |                          | −16,0%                   |
| 1958                                                 | 29 740                   |                          | −21,5%                   |
| 1960                                                 | 28 549                   |                          | −4,0%                    |
| 1970                                                 | 29 079                   |                          | 1,9%                     |
| 1980                                                 | 31 787                   |                          | 9,3%                     |
| 1991                                                 | 42 907                   |                          | 35,0%                    |
| 2000                                                 | 46 013                   |                          | 7,2%                     |
| 2010                                                 | 50 024                   |                          | 8,7%                     |
| 2022                                                 | 55 074                   |                          | 10,1%                    |
| Est. 2024                                            | 56 701                   | [ 72 ]                   | 3,0%                     |
| Fontes: Censos Demográficos IBGE e Estimativas SEADE |                          |                          |                          |

### Dados demográficos
Dados do Censo - 2010
População Total: 53.010 - (IBGE 2014)
- Urbana: 47.244
- Rural: 6.756

Densidade demográfica (hab./km²): 62,32
Taxa de Alfabetização: 94,4%
Mortalidade infantil até 1 ano: 10,9 por mil
Expectativa de vida: 77,02 anos
Taxa de fecundidade: 1,69 filho por mulher
Índice de Desenvolvimento Humano (IDH-M): 0,773

## Política e administração
Lista de prefeitos de Olímpia https://www.olimpia.sp.gov.br/portal/galeria-de-prefeitos
Em 2024 elege-se para o terceiro mandato de prefeito Eugênio José Zuliani.

## Economia
O Setor terciário é o mais relevante da economia de Olímpia, com 65,5% do PIB. A Indústria corresponde a 26,1%. A Agropecuária é 8,3% do PIB. Apesar de possuir origens econômicas ligadas à agricultura, o município, atualmente, tem o turismo como principal setor econômico.

## Infraestrutura

### Rodovias
Os principais acessos a cidade são:

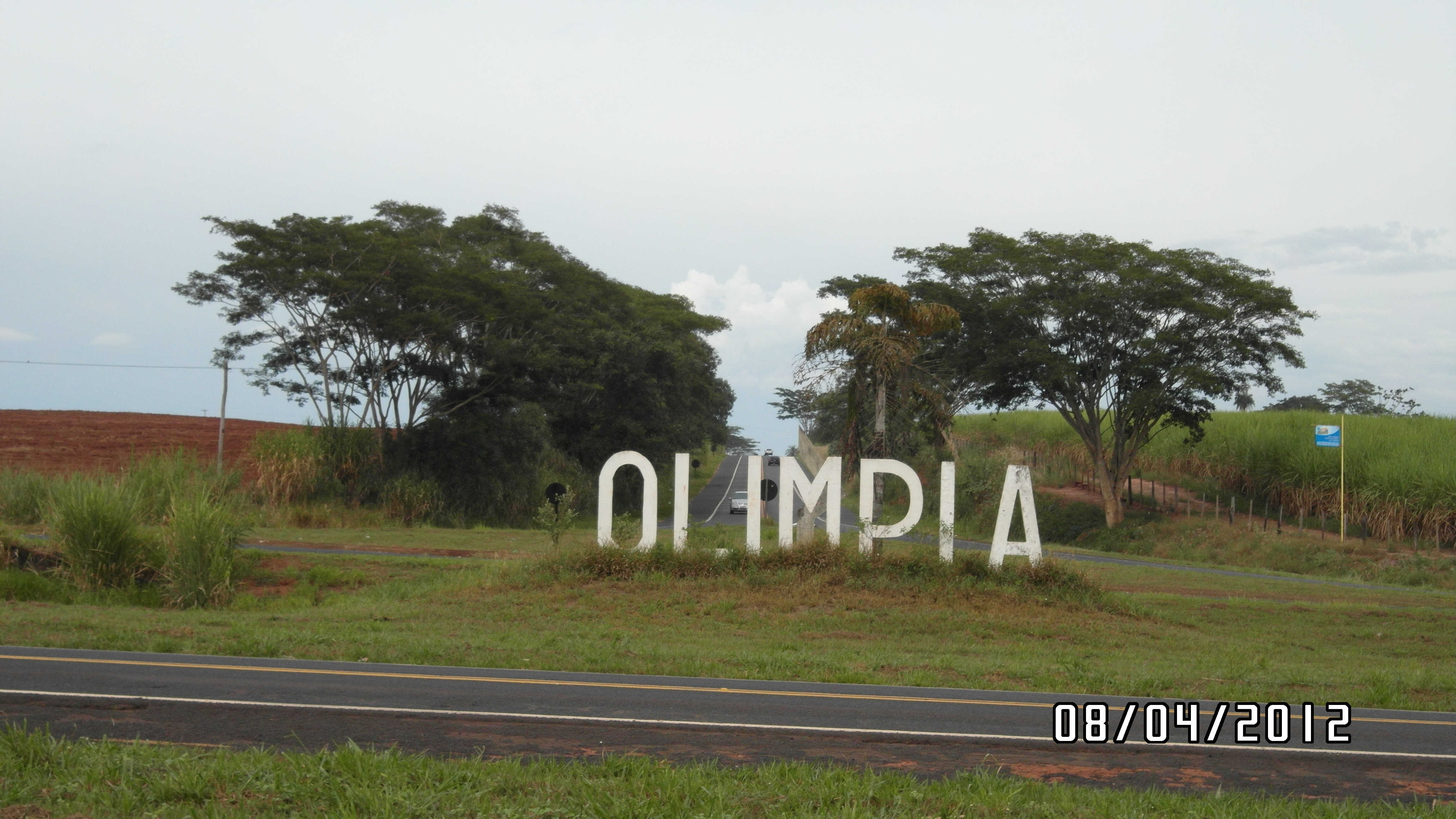
Acesso a Olímpia pela SP-322

- SP-322 - Rodovia Armando de Salles Oliveira
- SP-425 - Rodovia Assis Chateaubriand

### Comunicações
O sistema de telefones automáticos foi inaugurado na cidade em 1977 pela Telecomunicações de São Paulo (TELESP), que também implantou o sistema de discagem direta à distância (DDD) em 1977 com o código de área (0172). Anteriormente a cidade era atendida pela Companhia Telefônica Brasileira (CTB).
Na década de 90 o código DDD da cidade foi alterado para (017), para padronização do sistema telefônico com a telefonia celular que estava sendo implantada em todo o estado.

## Cultura e lazer

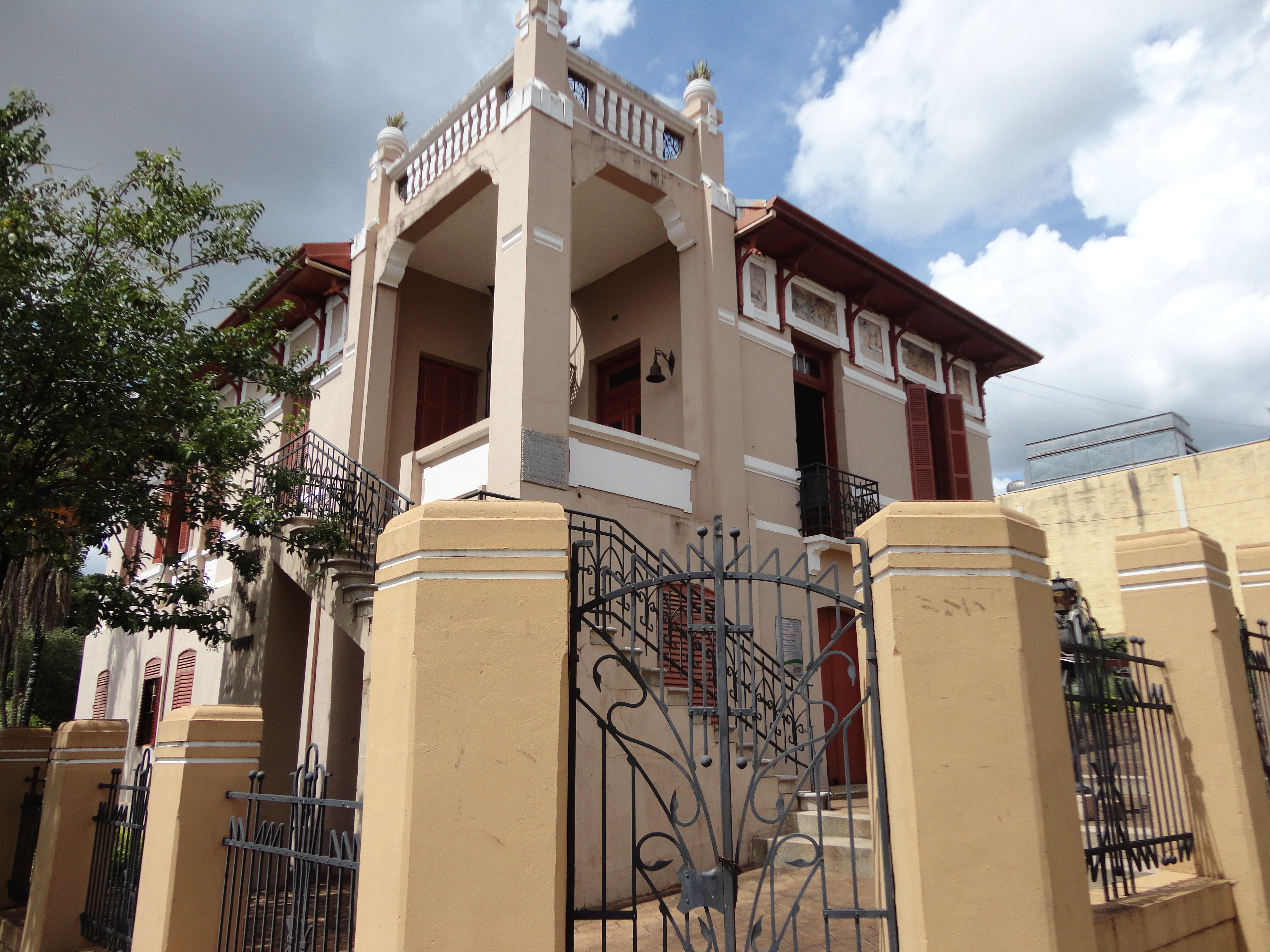
Museu de História e Folclore Maria Olímpia

Olímpia promove anualmente o Festival Nacional do Folclore, a mais importante mostra de manifestação folclórica do País.
Por iniciativa do professor José Sant'anna e do Cordelista Acedilo Novaes, ambos já falecidos, este festival vem sendo palco de apresentações que abrangem desde as danças de tradição gaúcha até as danças amazônicas, passando por todas as regiões do país. Em 2015, aconteceu a 51º edição do Festival.
Dois anos antes, em 2013, o deputado Sandro Mabel (GO) protocolou Projeto de Lei na Câmara dos Deputados pretendendo transformar a cidade oficialmente como a Capital Nacional do Folclore.
A cidade possui o Museu de História e Folclore "Maria Olímpia", com acervo de cerca de 3 mil peças e que conta com uma locomotiva (maria-fumaça) que de 1940 a 1950 fez o elo entre Olímpia e a região.

## Turismo

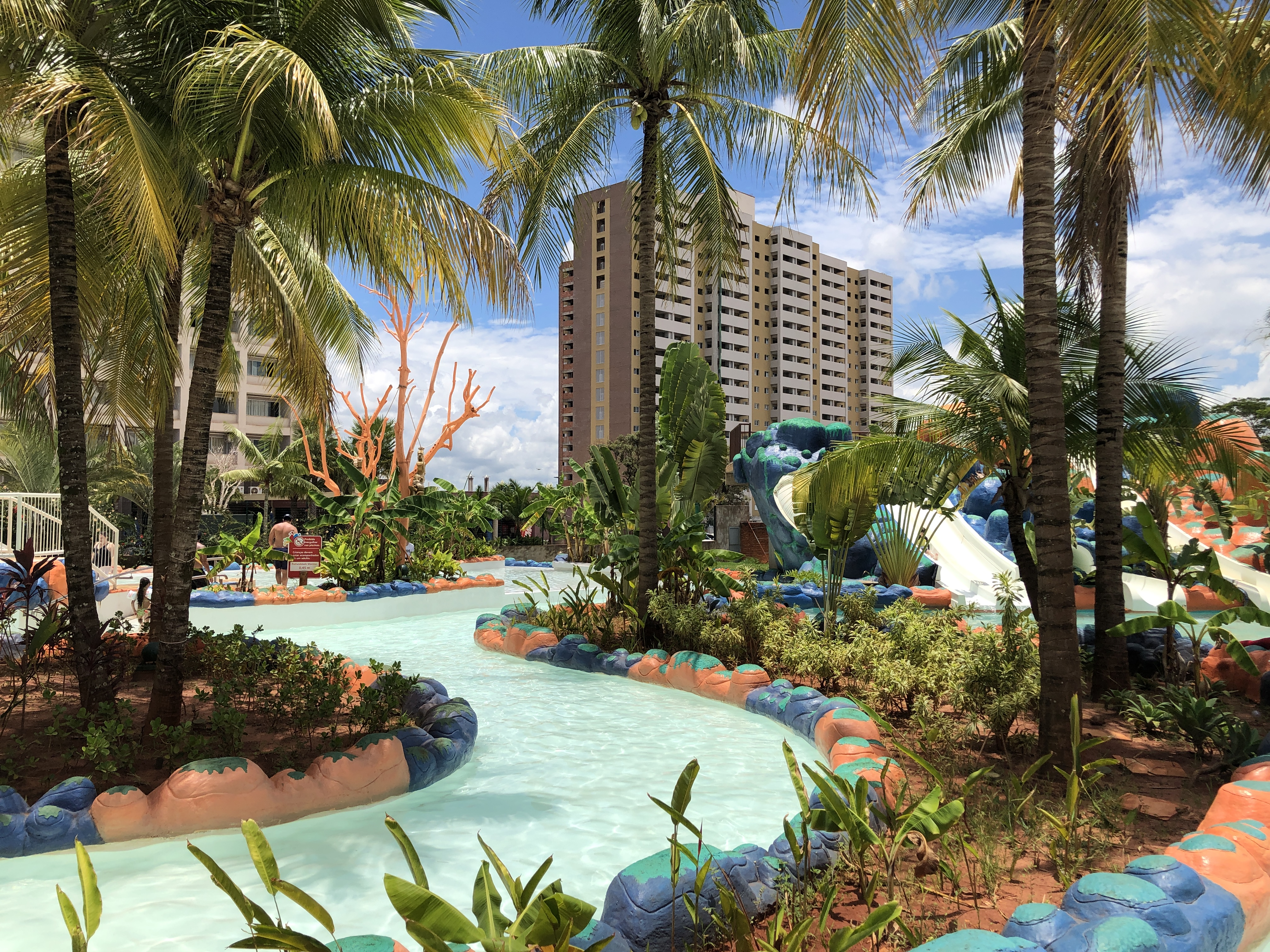
Parque aquático Hot Beach

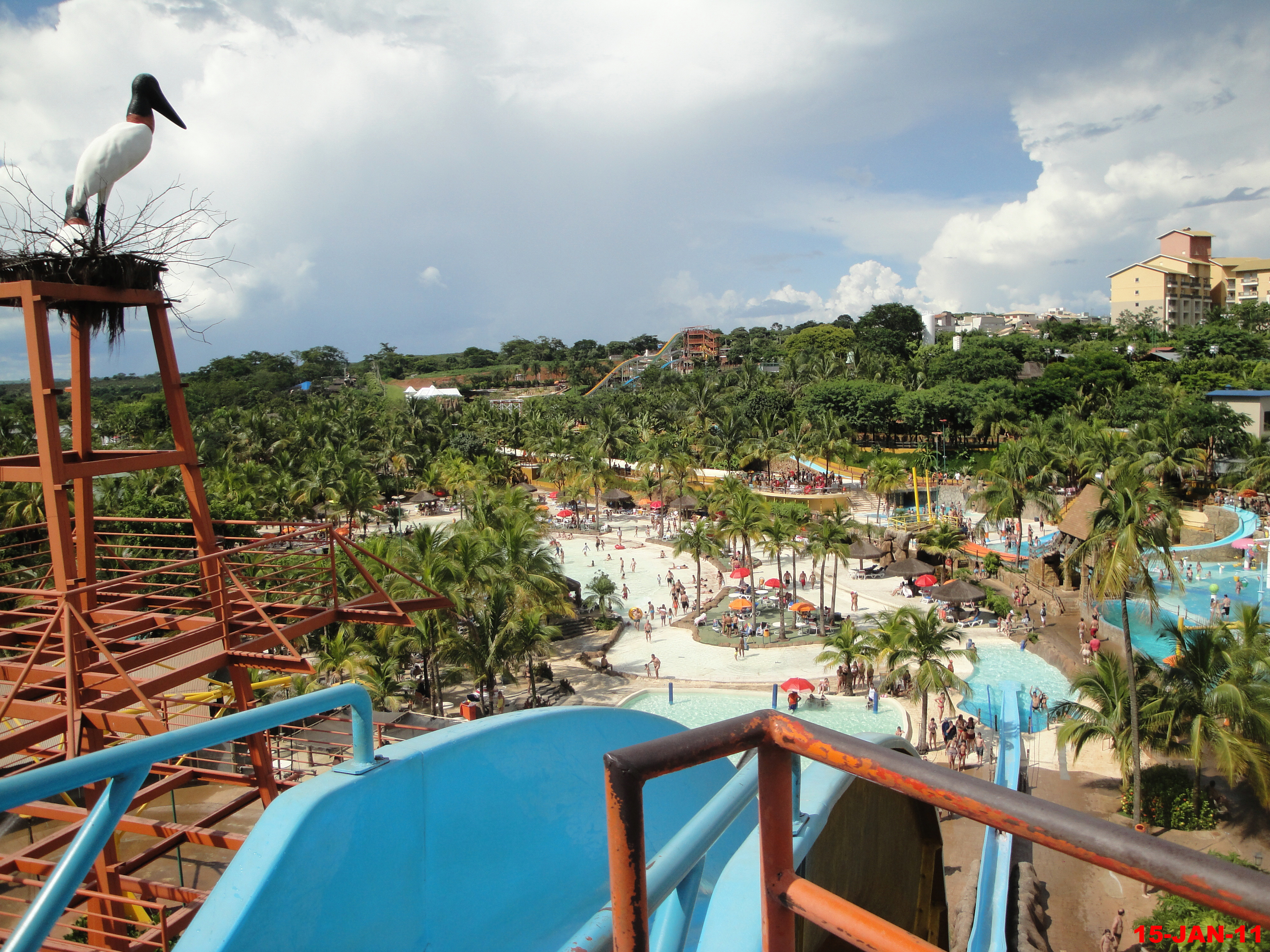
Vista parcial do Thermas dos Laranjais a partir do toboágua

### Parques Aquáticos
Na década de 1980, foi inaugurado o parque aquático Thermas dos Laranjais, inicialmente como um clube. Com o passar do tempo, o parque passou a atrair visitantes de outros municípios, o que provocou um desenvolvimento do setor turístico no município, com a estruturação da rede hoteleira.
De acordo com o Theme Index Report 2021, os parques aquáticos de Olímpia figuram entre os maiores, em termos de visitação, na América Latina.

### Novas atrações
Acompanhando o desenvolvimento do turismo na cidade, novos parques e atrações foram surgindo, como o parque aquático Hot Beach, o parque Vale dos Dinossauros e o Museu de Cera, Orionverso, Bar de Gelo.

### Distrito Turístico
Em 2 de setembro de 2021, foi instituído o Distrito Turístico de Olímpia, o primeiro do Estado de São Paulo, após a aprovação da lei que cria os distritos turísticos em São Paulo pela Assembleia Legislativa do Estado de São Paulo. Cujo objetivo é fomentar e atrair investimentos para o setor do turismo nas áreas abrangidas pelo distrito.

## Religião
Segundo o censo 2022, da população do município acima de 10 anos de idade, a autodeclaração por religião foi a seguinte: católicos (59,51%), evangélicos (24,90%), irreligiosos (9,53%), espíritas (2,58%) e outras (3,48%).
O Cristianismo se faz presente na cidade da seguinte forma:
Igreja Católica
| Diocese             | Paróquia                                             |
| ------------------- | ---------------------------------------------------- |
| Diocese de Barretos | Nossa Senhora Aparecida, São João Batista e São José |

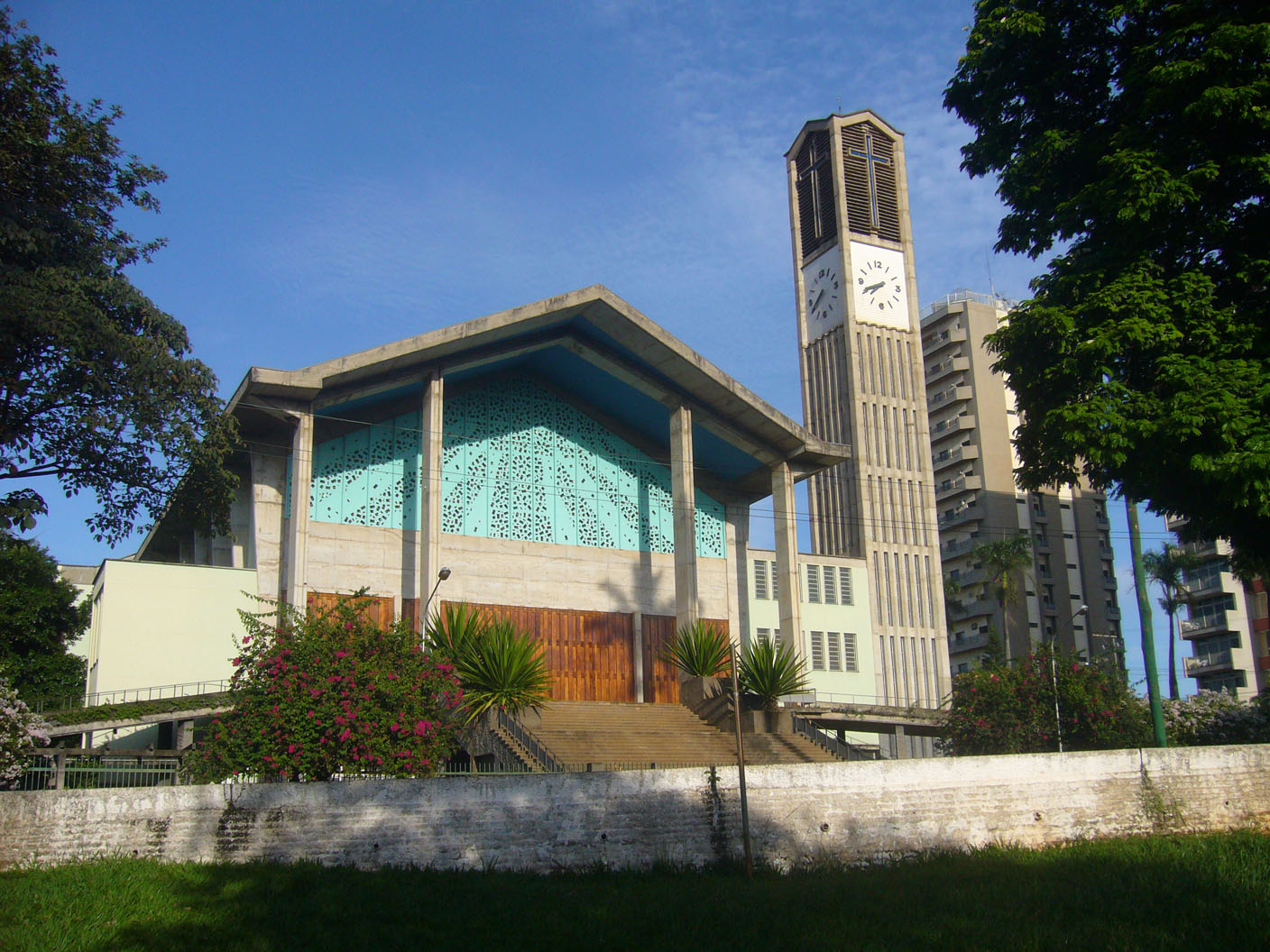
Igreja Matriz.

As paróquias Nossa Senhora Aparecida, São João Batista e São José foram fundadas respectivamente no ano de 1958, 1910 e 2009.

#### Igreja de Nossa Senhora Aparecida
A igreja de Nossa Senhora Aparecida, fundada em 1958 e elevada a santuário em 12 de outubro de 2021, foi construída no local que abrigava o antigo cemitério do município. Vista de cima, possui o formato de uma cruz.

### Igrejas evangélicas
Entre as igrejas protestantes históricas, pentecostais e neopentecostais, encontram-se na cidade:
- Assembleia de Deus Ministério do Belém.[97][98]
- Congregação Cristã no Brasil.[99]